# Kanton Valréas
Der Kanton Valréas ist seit 1790 ein französischer Wahlkreis im Département Vaucluse in der Region Provence-Alpes-Côte d’Azur. Er hat den Hauptort Valréas und bildet eine vom Département Drôme vollständig umschlossene Exklave des Départements Vaucluse. Im Rahmen einer landesweiten Neugliederung der Wahlkreise 2015 blieb seine Zusammensetzung unverändert.

## Gemeinden
Der Kanton besteht aus vier Gemeinden mit insgesamt 13.423 Einwohnern (Stand: 1. Januar 2022) auf einer Gesamtfläche von 124,92 km²:
| Gemeinde       | Einwohner 1. Januar 2022 | Fläche km² | Dichte Einw./km² | Code INSEE | Postleitzahl |
| -------------- | ------------------------ | ---------- | ---------------- | ---------- | ------------ |
| Grillon        | 1.724                    | 14,92      | 116              | 84053      | 84240        |
| Richerenches   | 539                      | 10,96      | 49               | 84097      | 84240        |
| Valréas        | 9.285                    | 57,97      | 160              | 84138      | 84120        |
| Visan          | 1.875                    | 41,07      | 46               | 84150      | 84120        |
| Kanton Valréas | 13.423                   | 124,92     | 107              | 8417       | –            |

Bis zur landesweiten Neuordnung der Kantone 2015 besaß der Kanton den INSEE-Code 8422.

## Geschichte
Das Gebiet war bis zum September 1791 „Enclave des Papes“ und gehörte zum Kirchenstaat.